# Latif Kerimov
Latif  Kerimov (en azéri : Lətif Hüseyin oğlu Kərimov ; 1906-1991) est un tisseur de tapis azerbaïdjanais, connu pour sa contribution à la fois au tissage de tapis de l'Azerbaïdjan et à d'autres branches de l'art. Artiste du peuple de la RSS d'Azerbaïdjan (1960).

## Enfance
Latif Kerimov est né le 4 novembre 1906 à Choucha, dans la province Elizavetpol de l'Empire russe. Son père, Mashadi Huseyn, était chapelier et sa mère, Telli, tissait des tapis. En 1910, la famille déménage en Iran, dans la ville de Mashhad, et s'installe dans le quartier de Karabakh. Diplômé d'une madrasa locale à l'âge de 14 ans, Latif Kerimov à travailler dans un magasin de tapis et à apprendre l'art du tissage de tapis. Il voyage à travers l'Iran en affichant ses tapis. L. Kerimov avait de nombreux intérêts divers, de la boxe et la littérature aux  performances artistiques. Le consulat soviétique à Téhéran l’invite à devenir membre du club culturel russe, où il joue plus tard dans les pièces d'Uzeyir Hadjibeyov et fonde le chœur d'Azerbaïdjan.

## Voyages
À partir des années 1920, Kerimov participe au mouvement des droits sociaux, exigeant au nom des tisserands de Mashhad une journée de huit heures et de meilleures conditions de travail. En 1929, il est envoyé en mission en Afghanistan pour promouvoir le rôle des arts de la scène. Cependant, Kerimov retourne en Iran deux mois plus tard, incapable de résister aux dures conditions de vie en Afghanistan. La même année, il obtient la citoyenneté soviétique et le gouvernement iranien lui donne l'opportunité de s'installer en Union soviétique, ce que Kerimov accepte.

## Arrivée à Choucha
À son arrivée en URSS, Latif Kerimov s’installe dans sa ville natale de Choucha et se marie. Il est nommé instructeur d'importation dans une usine de tapis. De plus, il fonde et dirige des cours sur le tissage de tapis selon la méthode iranienne, jusqu'alors inconnue des tisserands du Karabakh. Pour les élèves analphabètes il compose des goshmas lyriques (œuvres de poésie azerbaïdjanaise) pour les aider à mémoriser les techniques de tissage. Plus tard, il crée des cours similaires à Gouba et à Bakou. Pendant cette période, Latif Kerimov prépare de nombreux manuels sur la technologie, l'amélioration de la technique de tissage mécanique des tapis et développe un style fondamentalement nouveau d'ornements et de couleurs de tapis. Tout cela joue un rôle important dans la création de l'usine de tapis de machines Ganja en 1935.

## Activité d’après-guerre
En plus des tapis, Kerimov travaille avec succès sur les bijoux, sur bois, s’occupe du décor intérieur des bâtiments.
En 1945, il est nommé chef du département des beaux-arts de l'Institut d'architecture et d'art de l'Académie nationale des sciences d'Azerbaïdjan. En 1954, il organise sa première exposition personnelle, qui comprend des tapis, des décorations architecturales, des sculptures sur bois, des vases en porcelaine, des bijoux et des éléments graphiques.
Grâce à ses efforts et à son enthousiasme, le Musée national du tapis et des arts appliqués folkloriques d'Azerbaïdjan a été créé en 1967 dans la ville de Bakou, le premier musée du genre au monde. L’intérieur du Musée de la littérature azerbaïdjanaise Nizami Gandjavi est décoré par le peintre Latif Kerimov. Certains tapis tissés par Kerimov sont conservés dans les musées d'Ankara, d'Istanbul et de Téhéran.

## Mémoire
Le musée du tapis porte le nom de Latif Kerimov depuis 1991

## Décorations
- Staline (degré I) - 1950 (pour le tapis dédié au 70e anniversaire de la naissance de I.Staline (1949))
- Titre honorifique "Ouvrier d'art honoré de la RSS d'Azerbaïdjan" - 30 avril 1955
- Titre honorifique «Artiste du peuple de la RSS d'Azerbaïdjan» - 24 mai 1960
- Décret honoraire du Soviet suprême de la RSS d'Azerbaïdjan - 16 novembre 1981 [2]
- Ordre d'amitié des peuples - 14 novembre 1986
- Ordre de la bannière rouge du travail
- Ordre "Insigne d'honneur"
- "Pour la défense du Caucase"
- Médaille "Pour le travail vaillant dans la grande guerre patriotique de 1941-1945"
- Médaille"Pour la victoire sur l'Allemagne dans la Grande Guerre patriotique de 1941-1945"